# Бесцепной велосипед
Бесцепной велосипед — велосипед, в котором для передачи крутящего момента используется не цепь, а некий другой механизм. Бесцепные велосипеды разделяют по типу привода:
- электрический велосипед
- с вальным приводом
- с гидравлическим приводом
- с ременным приводом[1][2]
- c прямым приводом. Велосипед, в котором шатуны крепятся напрямую к ведущему колесу, как в детском трехколесном велосипеде или как на старых классических велосипедах девятнадцатого века.[3] (пенни-фартинг)
- Велосипеды с шатунами или кабелями вместо цепи. Передача Т. Гарри[3] (Stringbike  (англ.))